# Giovanni Soranzo
Giovanni Soranzo (Burano; 1240 - Venecia; 31 de diciembre de 1328) fue un estadista veneciano que sirvió como el 51.er Dux de Venecia. 

## Biografía
Fue elegido como miembro del Gran Consejo en repetidas ocasiones desde 1264. Se distinguió en la Guerra de Curzola (1295-1299), donde tuvo notables éxitos como almirante de una flota veneciana, Con ella tomó en 1296 el control del Bósforo y del Mar Negro antes de entregarla a Andrea Dandolo. En 1306 Soranzo fue uno de los protagonistas del conflicto que opuso a Venecia a la sede papal por el dominio sobre Ferrara, que el papa ganó y en la que una flota enviada contra él y dirigida por Soranzo fue derrotada en 1309. Sin embargo, a pesar de su fracaso, fue nombrado el mismo año procurador de San Marco, lo que convertía a Soranzo en uno de los sucesores más probables del dux una vez que el dux muriese.  
En 1310 su yerno, Niccolo Querini, fue exiliado de por vida de Venecia por participar en la conspiración de Bajamonte Tiepolo para derrocar al estado, que tenía como objetivo reanudar la guerra con el papa y que fracasó. Adicionalmente la ciudad de Zadar se sublevó otra vez.

### Dux de Venecia
Ascendió a la posición de Dux el 13 de julio de 1312 y como tal se esforzó en solucionar los dos problemas. hizo la paz definitiva con Clemente V el 26 de enero de 1313 con la ayuda de Francesco Dandolo  y, en cuanto a Zadar, él la puso bajo asedio hasta que sucumbió en septiembre de 1313 y tuvo que someterse por ello a Venecia. En el frento interno tuvo que respetar los castigos que fueron sometidos los que participaron en esa conspiración en 1310, en los que también fueron castigados sus familiares. Incluso su hija Soranza, que estaba casado on su yerno y que confiaba en el apoyo de su padre cuando regresó, tuvo que someterse a medidas restrictivas en Venecia. 
Después de casi veinte años de guerras y pérdidas humanas y materiales, el gobierno de Soranzo se caracterizó durante toda su duración por una búsqueda constante de paz, resolviendo las controversias internacionales en la medida de lo posible con el uso de la diplomacia en lugar de la fuerza. Sirvió como Dux hasta su muerte en 1328. Murió a los 83 años y fue enterrado dentro de la Iglesia de San Marco, donde aún se conserva su tumba. Fue sucedido como Dux por Francesco Dandolo. 

### Vida personal
Soranzo era miembro de una familia noble. Estaba casado con Francesca y tuvieron 6 descendientes. Tenía intereses culturales y estaba en contacto con algunos intelectuales de su época.